# Dörthe Weddige-Degenhard

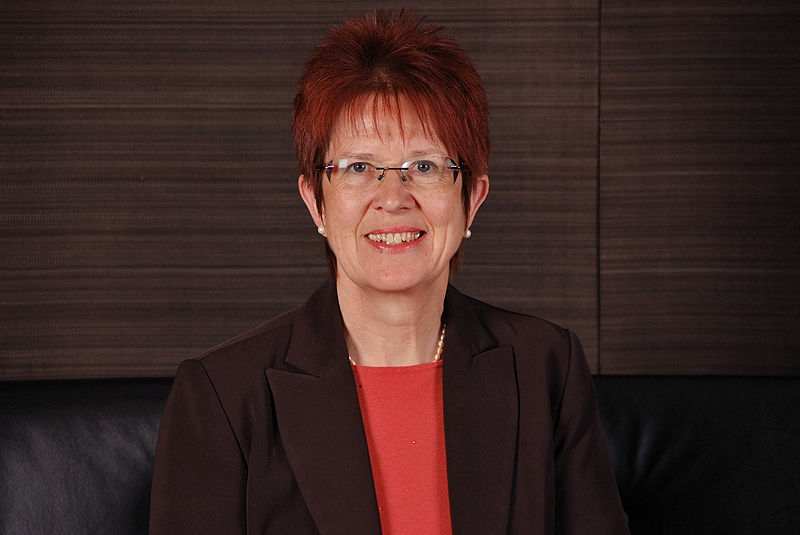
Dörthe Weddige-Degenhard im November 2009

Dörthe Weddige-Degenhard (* 19. Juli 1949 in Bremerhaven) ist eine deutsche Politikerin der SPD und war Mitglied des Niedersächsischen Landtags.

## Ausbildung und Beruf
Nach dem Abitur studierte Weddige-Degenhard Politik und Englisch für das Lehramt. Nach ihrer 2. Lehrerprüfung in Osterholz-Scharmbeck war sie von 1975 bis 1984 Lehrerin an der Orientierungsstufe in Schladen. Anschließend unterrichtete sie bis zu ihrer Wahl in den Landtag an der Orientierungsstufe Cranachstraße in Wolfenbüttel.

## Politik
Seit 1971 ist Weddige-Degenhard Mitglied der SPD. Von 1981 bis 1996 und seit 2001 ist sie Ratsfrau und Beigeordnete der Stadt Wolfenbüttel und Vorsitzende des Schulausschusses. Dem Niedersächsischen Landtag gehörte sie von 2003 bis 2013 an. Weddige-Degenhard ist Mitglied der Arbeiterwohlfahrt, der Gewerkschaft Erziehung und Wissenschaft, des Deutschen Kinderschutzbundes und der Deutsch-Französischen Gesellschaft.